# Platycopioida
Platycopioida is een kleine orde van de eenoogkreeftjes. De twaalf bekende soorten verspreid over vier geslachten uit deze orde zijn kleine, hyperbenthisch levende kreeftachtigen. Ze komen voor in ondiepe zeeën en onderzeese grotten. 

## Indeling
Er is slechts één familie:
- Familie Platycopiidae